# 咯咯咯鬼太郎 (电影)
『咯咯咯的鬼太郎』是根据水木茂的漫画『鬼太郎』所拍攝的电影系列。
- 第1部『咯咯咯的鬼太郎』於2007年4月28日公映。票房收入達23.4億日元。
- 第2部『咯咯咯的鬼太郎：千年詛咒之歌』於2008年7月12日公映。票房收入達14.5億日元。

## 咯咯咯的鬼太郎
2007年4月28日，在日本首公開放送，由松竹電影公司製作。

### 角色
- 鬼太郎：瑛士（WaT）
- 三浦實花：井上真央
- 貓女：田中麗奈
- 鼠男：大泉洋
- 撒砂婆婆：室井滋
- 子泣爺爺：間寛平
- 眼珠老爹：田野中勇（配音）
- 三浦晴彥：利重剛
- 三浦健太：内田流果
- 空狐：橋本哲
- 一反木綿：柳澤慎吾（配音）
- 塗壁：伊集院光（配音）
- 見上入道：石原良純（配音）
- 唐伞小僧：Dave Spector（配音）
- 肉瘤怪：鬼太郎（配音）
- 化身草鞋：立川志之輔（配音）
- 粘粘怪：石井一久（配音）
- 天狗警察：安田顯（配音）
- 珍宝堂店主：六平直政
- 三浦實花（健太母親）：川越美和
- 警官：土井よしお
- 妖怪：高木狀太、飯島一弘（飯島カズヒロ）、前田正人（前田マサト）、山崎剛（山崎ごう）
- 喝醉的妖怪：藤田美歌子
- 無嘴妖怪：康實紗
- 井上刑事：谷口高史
- 前田刑事：豬猪野學
- 若手刑事：田村勉ツトム（田村ツトム）
- 管理人：蘆屋小雁
- 田中正人：松澤一之
- 田中さち子：廣岡由里子
- 田中愛：鈴木霞
- 勇：前田航基（前田前田）
- 亮：小山浩暉
- 護士：植松真美
- 主婦：藤水樹（藤みずき）、中川絵美
- 爺椰：笠井信輔
- 社長：鶴田忍
- 教師：元冬樹（モト冬樹）
- 簥麥麵店主：竹中直人
- 作業員：北島義明、湯川崇、大石昭弘
- 現場監督：日野陽仁
- 釣瓶火：輕部真一
- 百百爺：神戸浩
- 貧乏神：藤井隆
- 天狗法官：竹嶋康成
- 長頸鬼的胴體：柴田洋子
- 見上入道：加藤重樹
- 天狗警察：東田達夫
- 氣狐：仲野毅、中島宗博、山元隆弘、小倉敏博、塚田知紀
- 長頸鬼：YOU（日语：YOU (タレント)）
- 天狐：小雪
- 大天狗裁判長：中村獅童（特別演出）
- モノワスレ：谷啓（特別演出）
- 輪入道：西田敏行

### 製作
- 劇本：羽原大介
- 導演：本木克英
- 配樂：中野雄太、TUCKER
- 主題曲：瑛士「AwakingEmotion8/5」
- 攝影：佐佐木原保志（佐佐木原保志）
- 燈光：牛場賢二
- 剪接：川瀬功（川瀨功）
- 美術：稲垣尚夫
- 音樂製作人：安井輝
- 錄音：弦巻裕
- 視覺效果監修：長谷川靖
- 特殊造型：江川悦子
- 服裝設計：日比野克彦

### 主題曲
- 片頭曲：小池徹平「鬼太郎」
- 片尾曲：瑛士「Awaking Emotion 8/5」（環球音樂）

## 咯咯咯的鬼太郎 千年詛咒之歌
2008年7月12日，在日本首公開放送，由松竹電影公司製作。

### 角色
- 鬼太郎：瑛士（WaT）（配音：何志威（台）／梁偉德（港））
- 比良本楓：北乃綺（配音：黃紫嫻（港））
- 貓女：田中麗奈（配音：雷碧文（台）／張頌欣（港））
- 鼠男：大泉洋（配音：李世揚（台）／李錦綸（港））
- 撒砂婆婆：室井滋（配音：許雲雲（台）／林丹鳳（港））
- 子泣爺爺：間寬平（配音：陳幼文（台）／黃子敬（港））
- 眼珠老爹：田野中勇（配音）（配音：李世揚（台）／陳永信（港））
- 一反木綿：柳澤慎吾（配音）（配音：李世揚（台）／譚炳文（港））
- 塗壁：伊集院光（配音）（配音：陳幼文（台）／劉昭文（港））
- 文車妖妃：中川翔子（友情演出）（配音：魏惠娥（港））
- 含冤女子（奈美）：寺島忍 (配音：陳琴雲（港））
- 海人：萩原聖人（配音：黃啟昌（港））
- 含冤女子的兒子：友安一翔
- 閻魔大王：津嘉山正種（配音）（配音：古明華（港））
- 井戸仙人：笹野高史（配音：朱子聰（港））
- 釣瓶火：輕部真一
- 竹切狸夫婦：小栁富｜Bro.TOM、星野亞希（配音：張錦江、魏惠娥（港））
- 琵琶牧牧：河本準一（次長課長）（配音：葉振聲（港））
- 赤子鬼太郎：秦来陽
- 三個木靈：（長女・遙）向井地美音、（次女・響）佐佐木麻緒、（三女・涉）荒木博斗（配音：羅杏芝、黃淑芬 、伍秀霞（港））
- 站在雨中的女性：稻葉小百合
- 反枕：中野美奈子
- 友子：岡本玲（粵語配音：陳皓宜）
- 繪理：夏生幸（夏生さち）粵語配音：羅杏芝）
- 樂隊隊長：山下結穂（粵語配音：伍秀霞）
- 漁夫：田村泰二郎、有福正志、小豆畑雅一
- 長老：梅津榮
- 覺：上地雄輔
- 夜叉：蘇志燮
- 鬼道衆頭目：京極夏彦
- 蛇骨婆：佐野史郎（配音：黃鳳英（港））
- 滑瓢：緒形拳（配音：張炳強（港））

### 製作
- 劇本：澤村光彦
- 製作人：石塚慶生、上原寿一
- 導演：本木克英
- 配樂：高梨康治
- 企劃：北川淳一、清水賢治
- 攝影：金子正人
- 燈光：金沢正夫
- 剪接：川瀬功（川瀨功）
- 製作：亀山千広（龜山千廣）、松本輝起
- 執行製作人：榎望
- 音樂製作人：安井輝
- 錄音：岸田和美
- 助理監督：井上昌典
- 視覺效果監修：長谷川靖
- 服裝設計：ひびのこづえ
- 美術監督：稲垣尚夫
- 特殊造型：江川悦子 編輯

### 主題曲
- 片頭曲：Froebel 少年合唱團「鬼太郎」
- 片尾曲：中村中「風立ちぬ」

## 鬼太郎誕生 咯咯咯之謎
《鬼太郎誕生 咯咯咯之謎》是預定於2023年秋季上映的日本動畫電影，是改編自漫畫家水木茂創作的漫畫系列《鬼太郎》的第9部電影版，由古賀豪執導，吉野弘幸編劇。

## 外部連結
- 互联网电影数据库（IMDb）上《咯咯咯鬼太郎》的资料（英文）
- 互联网电影数据库（IMDb）上《咯咯咯鬼太郎：千年咒歌》的资料（英文）

1. ↑  . Comic Natalie. 2022-03-06  [2022-03-06]. （原始内容存档于2022-03-10） （日语）.
2. ↑  . ORICON NEWS. 2022-03-06  [2022-03-06]. （原始内容存档于2022-03-25） （日语）.